# Дойцский мост
Дойцский мост (нем. Deutzer Brücke) — автодорожный балочный мост через Рейн в Кёльне (Германия, федеральная земля Северный Рейн-Вестфалия). Мост соединяет центральный район Хоймаркт (северная часть старого города Альтштадт-Норд) с правобережным районом Дойц.
Выше по течению находится Мост Святого Северина, ниже — Мост Гогенцоллернов.

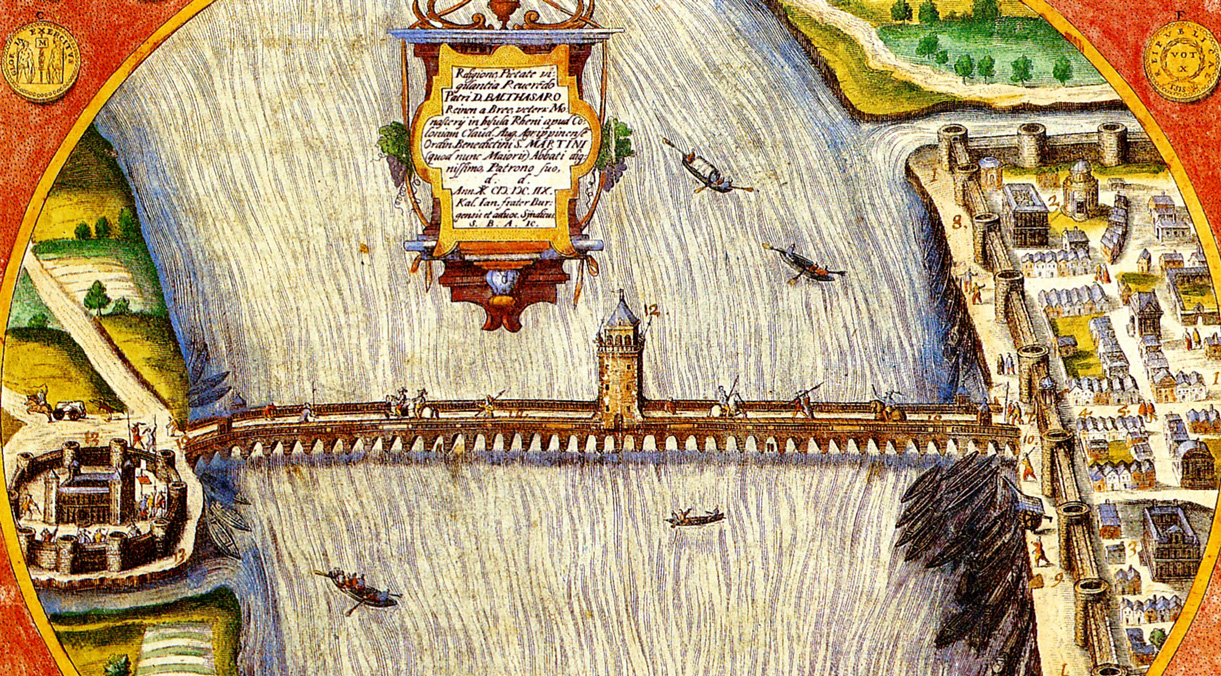
Римский мост (Рисунок Иоганна Крудевига (1608 год))

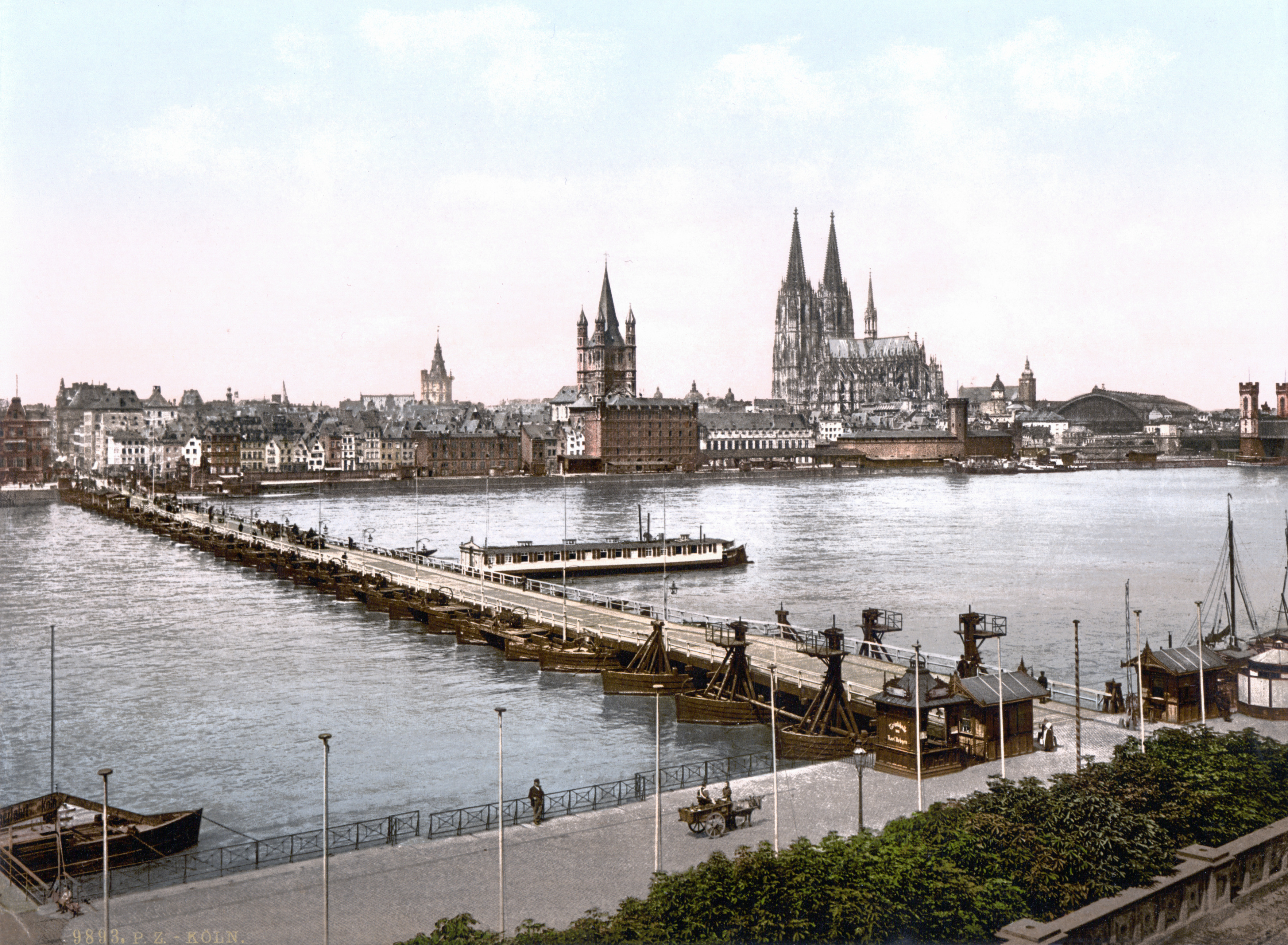
Понтонный мост в 1900 году

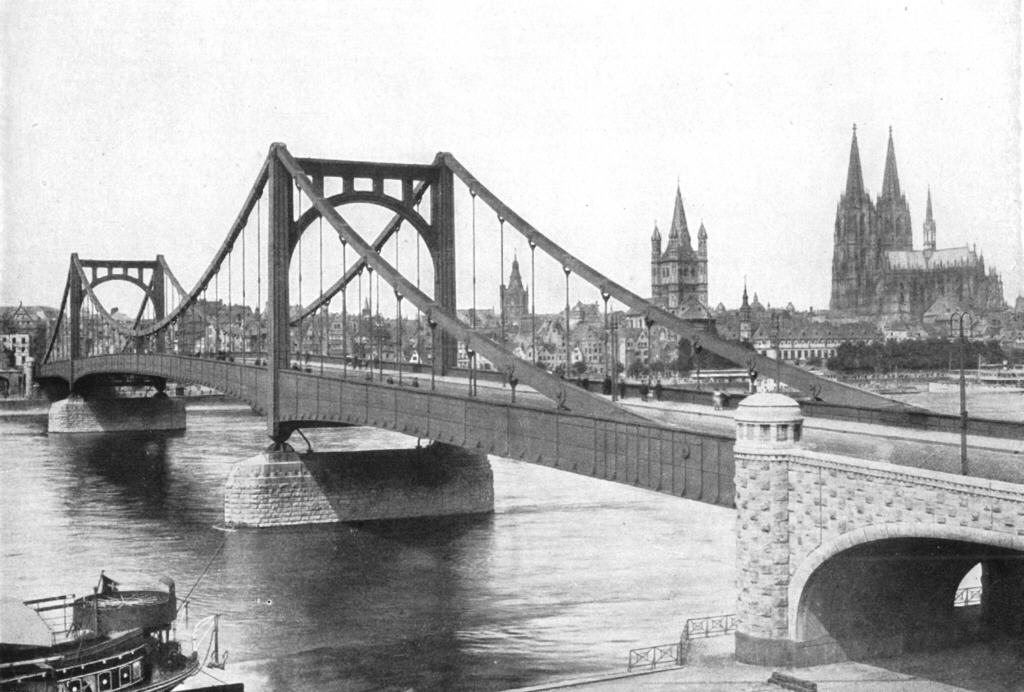
Мост Гинденбурга в 1925 году

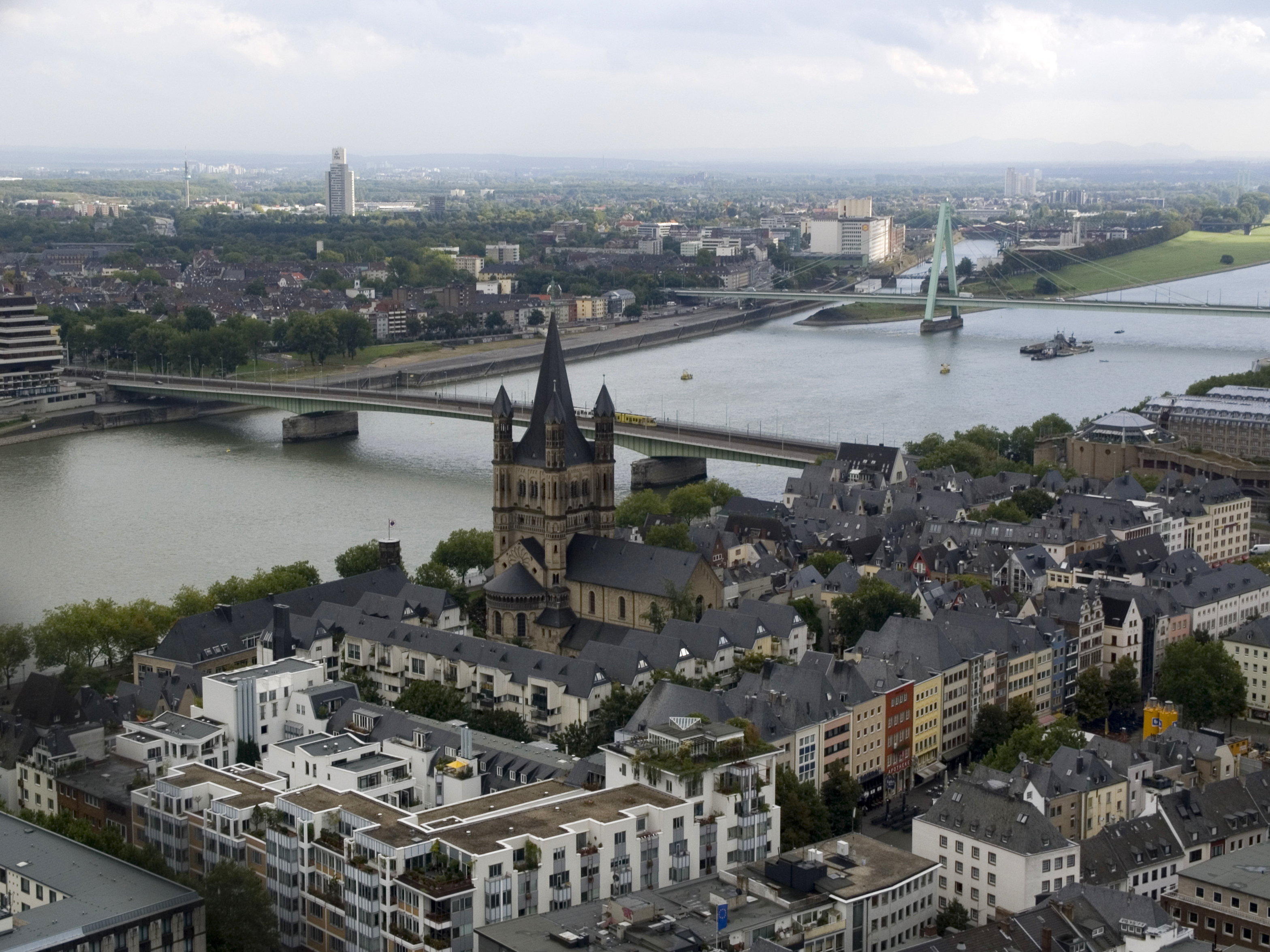
Вид на Дойцский мост и мост Святого Северина с колокольни Кёльнского собора

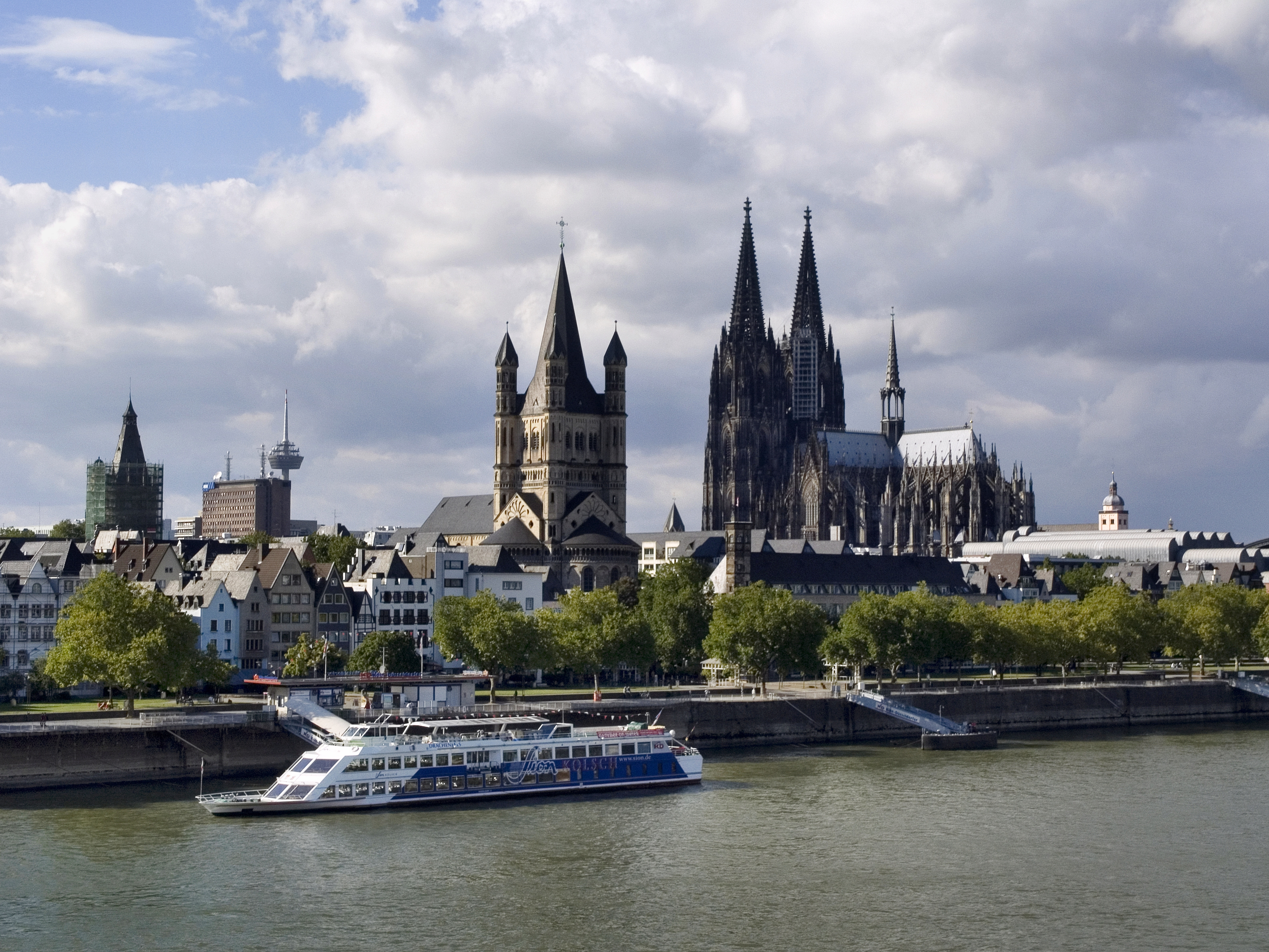
Вид на Кёльнский собор и церковь Святого Мартина с Дойцского моста

## История
Первый мост через Рейн на месте нынешнего Дойцского моста был построен римлянами в 310 году. Это был постоянный деревянный мост на 19 каменных опорах. Ширина моста составляла около 11 м. После императора Константина мост не эксплуатировался и постепенно разрушался. Остатки этого моста были снесены по указанию кёльнского архиепископа Бруно I между 953 и 965 годами. Последняя опора римского моста была снесена в 1898 году.
В Средневековье на этом месте начала работать канатная паромная переправа, а в 1822 году был открыт понтонный 400-метровый мост. Средняя часть этого моста трижды в день поворачивалась для обеспечения возможности судоходства.
При проектировании Соборного моста в середине XIX века планировалось создать совмещённый улично-железнодорожный мост, но этот план реализовать не удалось, и Соборный мост был построен исключительно железнодорожным, а функции уличного моста вплоть до 1913 года выполнял понтонный мост. В 1913—1915 годах на месте понтонного моста по проекту кёльнского архитектора Карла Морица и инженера В. Дитца был сооружён висячий мост комбинированной конструкции. Схема пролётов — 92,2 + 184,5 + 92,2 м. Распор цепей воспринимался балкой жесткости. Ширина моста составляла 18,2 м. Высота балки жесткости в середине была 1/58 пролёта. Вес мостовых конструкций из никелевой стали составил 6 200 т, а затраты на строительство превысили 7 млн. марок. В 1935 году мост получил имя в честь рейхспрезидента Веймарской республики Пауля фон Гинденбурга. В 1940 году мост был расширен до 27,5 м. 28 февраля 1945 года, будучи поврежденным бомбардировками авиации, перегруженный беженцами и военными автомобилями, мост Гинденбурга обрушился. Количество жертв этой катастрофы так и не удалось установить.
В 1947—1948 годах на месте рухнувшего моста был построен новый мост по проекту архитектора Герда Ломера и инженера Фрица Леонгарда. Это был первый цельностальной мост в мире. Мост шириной 20,6 м был торжественно открыт 16 октября 1948 года.
В 1976 году начинаются работы по расширению Дойцского моста. Параллельно с существующим стальным полотном моста выше по течению реки было добавлено новое полотно точно такого профиля из предварительно напряжённого железобетона. После реконструкции ширина моста составила 31,5 м. Стоимость расширения составила 12,3 млн марок. Расширенный Дойцский мост был открыт для движения в 1980 году.
Внутри пустотелых бетонных конструкций периодически устраиваются художественные выставки.

## Конструкция
- Общая длина — 437,31 м
- Схема пролетов — 132,134 м — 184,45 м — 120,728 м
- Главный пролёт — 184.45 м
- Ширина моста — 31,5 м
- Толщина полотна — 3.20 — 7.80 м